# Olympische Sommerspiele 2008/Teilnehmer (Haiti)
| Gelbes Symbol für Goldmedaillen mit stilisierten Olympischen Ringen | Graues Symbol für Silbermedaillen mit stilisierten Olympischen Ringen | Braundes Symbol für Bronzemedaillen mit stilisierten Olympischen Ringen |
| ------------------------------------------------------------------- | --------------------------------------------------------------------- | ----------------------------------------------------------------------- |
| —                                                                   | —                                                                     | —                                                                       |

Haiti nahm 2008 zum 14. Mal an Olympischen Sommerspielen teil. Für die Olympischen Sommerspiele in Peking benannte das Comité Olympique Haïtien zehn Athleten.

## Teilnehmer nach Sportarten

### Boxen
- Azea Augustama
Frauen, leichtes Schwergewicht: in der 1. Runde ausgeschieden

### Judo
- Joel Brutus
Männer, über 100 kg: in der Vorrunde ausgeschieden
- Ange Mercie Jean Baptiste
Frauen, 57 kg: in der Vorrunde ausgeschieden

### Leichtathletik
- Barbara Pierre
Frauen, 100 m: in der 2. Runde ausgeschieden
- Ginou Etienne
Frauen, 400 m: in der 1. Runde ausgeschieden
- Dudley Dorival
Männer, 110 m Hürden: in der 2. Runde ausgeschieden